# Victor Dican
Victor Robert Dican (Râmnicu Vâlcea, 11 ottobre 2000) è un calciatore rumeno, difensore del Farul Costanza.

## Carriera

### Club
Cresciuto nei settori giovanili di Teruel, Damila Măciuca e Râmnicu Vâlcea, ha esordito fra i professionisti con l'U Cluj l'11 agosto 2019, in occasione dell'incontro di Liga II vinto per 3-0 contro il Viitorul Târgu Jiu. Dopo aver trascorso un triennio nella seconda divisione rumena, totalizzando 57 presenze e 10 reti, nel gennaio 2022 viene acquistato dal Botoșani, con cui esordisce in Liga I il 31 gennaio 2022, disputando l'incontro pareggiato per 1-1 contro il CFR Cluj. Sigla la sua prima rete nella massima divisione rumena il 25 aprile seguente, nell'incontro vinto per 2-1 contro l'FCU Craiova.

### Nazionale
Nel 2021 ha esordito con la nazionale rumena Under-21.

## Statistiche

### Presenze e reti nei club
Statistiche aggiornate al 28 novembre 2022.
| Stagione        | Squadra         | Campionato      | Campionato | Campionato | Coppe nazionali | Coppe nazionali | Coppe nazionali | Coppe continentali | Coppe continentali | Coppe continentali | Altre coppe | Altre coppe | Altre coppe | Totale | Totale |
| Stagione        | Squadra         | Comp            | Pres       | Reti       | Comp            | Pres            | Reti            | Comp               | Pres               | Reti               | Comp        | Pres        | Reti        | Pres   | Reti   |
| --------------- | --------------- | --------------- | ---------- | ---------- | --------------- | --------------- | --------------- | ------------------ | ------------------ | ------------------ | ----------- | ----------- | ----------- | ------ | ------ |
| 2019-2020       | U Cluj          | L2              | 20         | 3          | CR              | 2               | 0               |                    | -                  | -                  |             | -           | -           | 22     | 3      |
| 2020-2021       | U Cluj          | L2              | 14         | 4          | CR              | 4               | 1               |                    | -                  | -                  |             | -           | -           | 18     | 5      |
| 2021-gen. 2022  | U Cluj          | L2              | 16         | 2          | CR              | 1               | 0               |                    | -                  | -                  |             | -           | -           | 17     | 2      |
| Totale U Cluj   | Totale U Cluj   | Totale U Cluj   | 50         | 9          |                 | 7               | 1               |                    | -                  | -                  |             | -           | -           | 57     | 10     |
| gen.-giu. 2022  | Botoșani        | L1              | 18         | 2          | CR              | -               | -               |                    | -                  | -                  |             | -           | -           | 18     | 2      |
| 2022-2023       | Botoșani        | L1              | 16         | 0          | CR              | 2               | 0               |                    | -                  | -                  |             | -           | -           | 18     | 0      |
| Totale Botoșani | Totale Botoșani | Totale Botoșani | 34         | 2          |                 | 2               | 0               |                    | -                  | -                  |             | -           | -           | 36     | 2      |
| Totale carriera | Totale carriera | Totale carriera | 84         | 11         |                 | 9               | 1               |                    | -                  | -                  |             | -           | -           | 93     | 12     |